# Raúl Mejía Corbella
Raúl Mejía (5 de marzo de 1963) es un exfutbolista peruano. Jugaba de puntero derecho. Fue uno de los futbolistas que regresó a Alianza Lima tras la tragedia aérea de 1987. Fue conocido por ser particularmente letal en muchos de los clásicos que jugó y por ser uno de los jugadores que en todos los clásicos jugados anotaba, ya que anotaba continuamente  Fue jugador de la selección mayor de fútbol de Perú en la década de 1980, convocado por primera vez por el DT brasileño Tim en el año 1982, tras las eliminatorias para la Copa Mundial de Fútbol de 1982.

## Clubes
| Club               | País           | Año         | PJ (G) |
| ------------------ | -------------- | ----------- | ------ |
| Deportivo Bancoper | Perú           | 1978 - 1979 | ? (?)  |
| Alianza Lima       | Perú           | 1980 - 1985 | ? (31) |
| San Agustín        | Perú           | 1986 - 1987 | ? (?)  |
| Olhanense          | Portugal       | 1987        | ? (?)  |
| Alianza Lima       | Perú           | 1988 - 1989 | ? (3)  |
| NY Los Inkas FC.   | Estados Unidos | 1989 - 1990 | ? (?)  |
| Sport Boys         | Perú           | 1991        | ? (?)  |
| Ciclista Lima      | Perú           | 1992 - 1993 | ? (?)  |
| León de Huánuco    | Perú           | 1994 - 1995 | ? (?)  |
| Ciclista Lima      | Perú           | 1995        | ? (?)  |
| La Loretana        | Perú           | 1996        | ? (11) |
| Alcides Vigo       | Perú           | 1997 - 1998 | ? (?)  |

## Palmarés

### Como futbolista
| Título                   | Club         | País | Año  |
| ------------------------ | ------------ | ---- | ---- |
| Torneo Metropolitano     | Alianza Lima | Perú | 1985 |
| Torneo Regional          | San Agustín  | Perú | 1986 |
| Primera División de Perú | San Agustín  | Perú | 1986 |
| Torneo Descentralizado   | Alianza Lima | Perú | 1987 |
| Torneo Descentralizado B | Alianza Lima | Perú | 1988 |
| Torneo Metropolitano     | Alianza Lima | Perú | 1989 |